# Lipperscheid
Lipperscheid (luxembourgeois : Lëppschent) est une section de la commune luxembourgeoise de Bourscheid située dans le canton de Diekirch.